# Verona Calcio Femminile 1999-2000
Questa voce raccoglie le informazioni riguardanti la Verona Calcio Femminile nelle competizioni ufficiali della stagione 1999-2000.

## Rosa
Aggiornata alla fine del campionato.
| N. |                   | Ruolo | Calciatore            |
| -- | ----------------- | ----- | --------------------- |
|    | Italia (bandiera) | P     | Erika Cagnata         |
|    | Italia (bandiera) | P     | Castelletti           |
|    | Italia (bandiera) | P     | Monica Di Bernardo    |
|    | Italia (bandiera) | D     | Arianna Ambrosi       |
|    | Italia (bandiera) | D     | Elisa Bersani         |
|    | Italia (bandiera) | D     | Barbara Bruscaini     |
|    | Italia (bandiera) | D     | Greta Floriduz        |
|    | Italia (bandiera) | D     | Silvia Gaiardoni      |
|    | Italia (bandiera) | D     | Maria Rita Lanfranchi |
|    | Italia (bandiera) | D     | Katia Maron           |
|    | Italia (bandiera) | D     | Mara Menin            |
|    | Italia (bandiera) | D     | Michela Panato        |
|    | Italia (bandiera) | D     | Jessica Poli          |
|    | Italia (bandiera) | C     | Sara Dal Bosco        |

| N. |                     | Ruolo | Calciatore            |
| -- | ------------------- | ----- | --------------------- |
|    | Italia (bandiera)   | C     | Veronica Danzi        |
|    | Italia (bandiera)   | C     | Anna Busetti          |
|    | Italia (bandiera)   | C     | Rigoli                |
|    | Italia (bandiera)   | C     | Chiara Signorelli     |
|    | Italia (bandiera)   | C     | Marzia Simonini       |
|    | Italia (bandiera)   | C     | Greta Soave           |
|    | Italia (bandiera)   | D     | Erica Tabarelli       |
|    | Italia (bandiera)   | C     | Laura Tavella         |
|    | Italia (bandiera)   | C     | Maria Rosanna Tirloni |
|    | Italia (bandiera)   | C     | Linda Viapiana        |
|    | Bulgaria (bandiera) | A     | Elena Antonova        |
|    | Italia (bandiera)   | A     | Francesca Boschi      |
|    | Italia (bandiera)   | A     | Monia Gazzaroli       |
|    | Italia (bandiera)   | A     | Marianna Hofer        |

## Calciomercato

### Sessione estiva
| Acquisti | Acquisti       | Acquisti | Acquisti   |
| R.       | Nome           | da       | Modalità   |
| -------- | -------------- | -------- | ---------- |
| A        | Marianna Hofer | Belluno  | svincolata |

| Cessioni | Cessioni | Cessioni | Cessioni |
| R.       | Nome     | a        | Modalità |
| -------- | -------- | -------- | -------- |
|          |          |          |          |

## Risultati

### Serie A

#### Girone di andata
| Arbitro: | Parducci (Massa) |

|             |           |                                                       |
| Viapiana 7’ | Marcatori | 25’, 72’ Guarino 74’, 79’ Parejo 78’ Deiana 85’ Masia |

#### Girone di ritorno
| Sassari 20 maggio 2000, ore 16:00 CEST 29ª giornata | Torres Fo.S. | 2 – 0 (a tav.) referto | Verona CF | Stadio Acquedotto |

## Statistiche

### Statistiche di squadra
| Competizione | Punti   | In casa | In casa | In casa | In casa | In casa | In casa | In trasferta | In trasferta | In trasferta | In trasferta | In trasferta | In trasferta | Totale | Totale | Totale | Totale | Totale | Totale | DR  |
| Competizione | Punti   | G       | V       | N       | P       | Gf      | Gs      | G            | V            | N            | P            | Gf           | Gs           | G      | V      | N      | P      | Gf     | Gs     | DR  |
| ------------ | ------- | ------- | ------- | ------- | ------- | ------- | ------- | ------------ | ------------ | ------------ | ------------ | ------------ | ------------ | ------ | ------ | ------ | ------ | ------ | ------ | --- |
| Serie A      | 13 (-2) | 15      | -       | -       | -       | -       | -       | 15           | -            | -            | -            | -            | -            | 30     | 3      | 6      | 21     | 23     | 77     | -44 |
| Coppa Italia | -       | -       | -       | -       | -       | -       | -       | -            | -            | -            | -            | -            | -            | -      | -      | -      | -      | -      | -      | -   |
| Totale       | -       | -       | -       | -       | -       | -       | -       | -            | -            | -            | -            | -            | -            | -      | -      | -      | -      | -      | -      | -   |

### Andamento in campionato
| Giornata  | 1 | 2 | 3 | 4 | 5 | 6 | 7 | 8 | 9 | 10 | 11 | 12 | 13 | 14 | 15 | 16 | 17 | 18 | 19 | 20 | 21 | 22 | 23 | 24 | 25 | 26 | 27 | 28 | 29 | 30 |
| --------- | - | - | - | - | - | - | - | - | - | -- | -- | -- | -- | -- | -- | -- | -- | -- | -- | -- | -- | -- | -- | -- | -- | -- | -- | -- | -- | -- |
| Luogo     | T | C | T | C | T | C | T | C | T | C  | T  | C  | T  | C  | T  | C  | T  | C  | T  | C  | T  | C  | T  | C  | T  | C  | T  | C  | T  | C  |
| Risultato | V | P | P | V | N | N | N | P | P | P  | P  | V  | P  | P  | N  | P  | P  | P  | N  | N  | P  | P  | P  | P  | P  | P  | P  | P  | P  | P  |
| Posizione |   |   |   |   |   |   |   |   |   |    |    |    |    |    |    |    |    |    |    |    |    |    |    |    |    |    |    |    |    | 16 |

Legenda:

Luogo: C = Casa; T = Trasferta. Risultato: V = Vittoria; N = Pareggio; P = Sconfitta.

### Statistiche delle giocatrici
| Giocatore | Serie A  | Serie A | Serie A     | Serie A    | Coppa Italia | Coppa Italia | Coppa Italia | Coppa Italia | Totale   | Totale | Totale      | Totale     |
| Giocatore | Presenze | Reti    | Ammonizioni | Espulsioni | Presenze     | Reti         | Ammonizioni  | Espulsioni   | Presenze | Reti   | Ammonizioni | Espulsioni |
| --------- | -------- | ------- | ----------- | ---------- | ------------ | ------------ | ------------ | ------------ | -------- | ------ | ----------- | ---------- |